# الإخوان شودنوفسكي
الأخوان تشودنوفسكي (ديفيد (وُلد 1947 في كييف) وغريغوري (وُلد 1952 في كييف)) هما عالما رياضيات أمريكيان مشهوران باكتشافهما لخوارزمية شودنوفسكي سنة 1987، والتي استعملاها لحساب العدد باي إلى عدد كبير من المراتب العشرية سنة 1994.

## عملهما في الرياضيات
عندما كان غريغوري طفلا، أهداه أبوه الكتاب ما الرياضيات ؟

## وصلات خارجية
- Richard Preston (March 2, 1992). "The Chudnovsky Brothers". النيويوركر. مؤرشف من الأصل في 2019-11-13. اطلع عليه بتاريخ 29/08/2017. {{استشهاد ويب}}: تحقق من التاريخ في: |تاريخ الوصول= (مساعدة)